# IC 4488
IC 4488 је елиптична галаксија у сазвјежђу Волар која се налази на листи објеката дубоког неба у Индекс каталогу.
Деклинација објекта је + 18° 37' 14" а ректасцензија 14h 42m 52,6s. Привидна величина (магнитуда) објекта IC 4488 износи 15,5 а фотографска магнитуда 16,5.